# Dietsch Studentenverbond
Het Dietsch Studentenverbond (DSV) was een Groot-Nederlandse studentenvereniging van 1922 tot 1941. Het DSV onderhield nauwe banden met het Algemeen Vlaamsch Hoogstudentenverbond, waarvan de afdelingen beschouwd werden als Vlaamse DSV-afdelingen.

## Geschiedenis
Het Dietsch Studentenverbond werd opgericht in juli 1922 te Utrecht. Hoofdoorzaak was dat de bestaande studentenafdeling van het neutrale Algemeen Nederlandsch Verbond en het overkoepelende Algemeen Nederlandsch Studentenverbond niet voldeden aan de Groot-Nederlandse politieke idealen van vele studenten. De naam DSV werd gekozen naar analogie van de Dietsche Bond, die door ANV-leden ontevreden over de houding van het ANV tegenover het activisme was opgericht in 1917.
Het jaar na de oprichting werden al nauwe banden gesmeed met het Algemeen Vlaamsch Hoogstudentenverbond (AVHV), waarmee grensoverschrijdend Groot-Nederlandse studenten met elkaar in contact kwamen tot 1940. De AVHV-afdelingen werden beschouwd als de Vlaamse afdelingen van het DSV. Het DSV organiseerde ook de Groot-Nederlandse Studentencongressen, de Dietse Academische Leergangen, studiedagen en reizen naar Vlaanderen. Onder invloed van de Vlaamse DSV-studenten werd het DSV, dat oorspronkelijk een meer culturele houding had, steeds politieker.
In de jaren '30 raakte het DSV door interne politieke verdeeldheid in verval. De band met de Vlaamse afdelingen was verwaterd en het DSV was op dat moment vooral nog een Nederlandse aangelegenheid. Jan Christiaan Kist probeerde de vereniging tevergeefs nieuw leven in te blazen met behulp van oud-leden. In 1941 werd het DSV, net als alle andere 'Dietse' organisaties in Nederland, verboden door de Duitse bezetter.
Het DSV had kort na elkaar twee tijdschriften, Dietsche Orde (1932-1933), Schouw (1933-1934).